# Nicolás Castro (calciatore 1990)
Nicolás Eduardo Castro (Ranchos, 15 agosto 1990) è un calciatore argentino, centrocampista dell'Atl. Tucumán.

## Caratteristiche tecniche
È un esterno sinistro.

## Carriera
Cresciuto nel settore giovanile del Gimnasia (LP), ha esordito in prima squadra il 30 novembre 2011 disputando l'incontro di Copa Argentina vinto 1-0 contro il Desamparados.